# البويا (جنس)
البويا يعتبر جنس علم نباتي عائلة البروميلية، فصيلة بيتكيرنيويديا. هذه النباتاتالأرضية توجد في جبال الأنديز في أمريكية الجنوبية وجنوب أمريكا الوسطى. العديد من هذه الأنواع يعتبرأحادي الثمار، حيث تموت النبتة الأم بعد إنتاج زهرة وبذرة واحدة.
يعتبر بويا ريموندي معروفًا بأنه الجنس الأكبر من أجناس البروملياد المعروفة، حيث يصل إلى 3 أمتار طولًا في نموه النباتي ولديه سنبلة زهرة تبلغ ما بين 9 إلى 10 أمتار طولًا. والأجناس الأخرى تعتبر كبيرة أيضًا حيث تصل سنابل الزهور لديها غالبًا إلى ما بين متر و4 أمتار طولًا.
لقد اشتق الاسم «بويا» من كلمة هندي مابوتشي التي تعني «نقطة».

## الأنواع
- بويا متسلقة إل بي سميث
- بويا إيكوتورياليس أندريه
  - فار. ألبفلورا أندريه
- بويا ألاتا إل بي سميث
- بويا ألبا إل بي سميث
- بويا ألبييتريس (بويبيج) جاي
- بويا ألبيكولا إل بي سميث
- بويا أنجيلينيسيس إي جروس وراو
- بويا أنجولونيس إل بي سميث
- بويا أنجوستا إل بي سميث
- بويا أنتيوكوينسيس إل بي سميث وآر دبليو ريد
- بويا أرانيوسا إل بي سميث
- بويا أرجنتيا إل بي سميث
- بويا أرستجويتيا إل بي سميث
- بويا أسبلوندي إل بي سميث
- بويا أسروجينس إل بي سميث
- بويا أترا إل بي سميث
- بويا أرجنتيا إل بي سميث
- بويا بيرميجانا جوميز، سلانيس وجراو
- بويا بيرتيرونيانا ميز
- بويا بكولار ميز
- بويا بوليفينيسيس باكر
- بويا بوبينيسيس آر فازكويز، إبيستش وآر لارا
- بويا بوياكانا كوتريكاساس
- بويا براشيستاشايا (باكر) ميز
- بويا براكيانا منزاناريس & دبليو. تيل
- بويا بريتونيانا باكر
- بويا كجاسينسيس منزاناريس & دبليو. تيل
- بويا كردناسي إل بي سميث
- بويا كردوناي إل بي سميث
- بويا كاسميشينسيس إل بي سميث
- بويا كستيلانوسي إل بي سميث
- بويا سراتيانا إل بي سميث
- بويا شيلنسيس مولينا
- بويا كلوديا آر فازكويز، إبيستش وآر لارا
- Puya كلافا هركليز ميز وسوديرو
- بويا كليفي إل بي سميث وآر دبليو ريد
- بوياكوشابامبينسيس آر فازكويز & إبيستش
- بويا كوروليا ليندلي
  - فار. فيولاسيا (برونجنيارت) سميث
  - فا. مونتيروانا (سميث ولوزر) سميث ولوزر
  - فا. إنترميديا (سميث ولوزر) سميث ولوزر
- بويا كوميكستا إل بي سميث
- بويا كومبكتا إل بي سميث
- بويا كورياكيا إل بي سميث
- بويا كريستاتا إل بي سميث
- بويا كريبتانثا كوتريكاساس
- بويا ستينورينكا إل بي سميث
- بويا كوتريكاساسي إل بي سميث
- بويا كيوفاي منزاناريس & دبليو. تيل
- بويا سيلندريكا ميز
- بويا داسيليريوديس ستاندلي
- بويا دينسيفلورا هارمس
- بويا يبوبيراتا إل بي سميث
- بويا دكروا إل بي سميث وآر دبليو ريد
- بويا دودسوني منزاناريس & دبليو. تيل
- بويا دوليكوستروبيلا هارمس
- بويا ديكويديس (باكر) ميز
- بويا إلفيراجروسييا آر فازكويز & بي إل إبيستش
- بويا إنتري-ريوسينسيس إيبتش & إي. جروس
- بويا إرلينباشيانا آر فازكويز & إبيستش
- بويا إرينجيوديس أندريه
- بويا إكسيجوا ميز
- بويا إكسيوتا إل بي سميث وآر دبليو ريد
- بويا فاستوسا ميز
- بويا فيروكس ميز
- بويا فريراي إل بي سميث
- بويا فيريوجنيا (رويز & بافون) إل بي سميث
- بويا فبريجي ميز
- بويا فلوكوزا (ليندن) إي مورين
  - فار. كومبكتا إل بي سميث
- بويا فوستريانا إل بي سميث
- بويا فلجينز إل بي سميث
- بويا فورفوراسيا إل بي سميث
- بويا جرجنتيا إل بي سميث
- بويا جيرد ميولري دبليو ويبر
- بويا جيرداي دبليو ويبر
- بويا جيجاس أندريه
- بويا جيلمرتينيا G.S. Varadarajan & Flores
- بويا جلبريسينس إل بي سميث
- بويا جلندولوزا إل بي سميث
- بويا جلاريوسا إل بي سميث
- بويا جلوكوفيرينز ميز
- Puya كلافا جلوميرفيرا ميز وسوديرو
- بويا جيودوتيانا ميز
- بويا جراسيليس إل بي سميث
- بويا جرافي روا
- بويا جرانديدينس ميز
- بويا جرنتي إل بي سميث
- بويا جروبي إل بي سميث
- بويا جوتيانا دبليو ويبر
- بويا هماتا إل بي سميث
- بويا هرمسي (كاسيلانوس) كاسيلانوس
- بويا هيريراي هارمس
- بويا هيزوجي ويتماك
- بويا هيرتزي منزاناريس & دبليو. تيل
- بويا هوفستني ميز
- بويا هوريدا إل بي سميث وآر دبليو ريد
- بويا هورتينسيس إل بي سميث
- بويا هوانكافيليكي إل بي سميث
- بويا هيموليس ميز
- بويا هتشسوني إل بي سميث
- بوياكو إبيشي آر فازكويز & إبيستش
- بويا إلتسيانا إل بي سميث
- بويا فبريجي ميز
- يويا جورجينسيني إتش. لوثر
- بويا كيبيلي كوتريكاساس
- بويا كونتزيانا ميز
- بويا لكاتا ميز
- بويا لاناتا كونث
- بويا لانوجينوزا (رويز & بافون) إل بي سميث
- بويا لاراي آر فازكويز & إبيستش
- بويا لاسيوبودا إل بي سميث
- بويا لكسا إل بي سميث
- بويا ليمنيانا إل بي سميث
- بويا ليبتوستاشيا إل بي سميث
- بويا ليلوي كستيلانوس
- بويا ليناتا ميز
- بويا لاتينسيس إل بي سميث
- بويا لوكيشميدتياي آر فازكويز وإبيستش
- بويا لونجسبيلا ميز
- بويا لونجسبينا منزاناريس ودبليو. تيل
- بويا لونجستيلا ميز
- بويا لوبتزي إل بي سميث
- بويا × لوكسينسيس منزاناريس ودبليو. تيل
- بويا لوثري دبليو ويبر
- بويا مكبريدي إل بي سميث
  - نويع. يانجينسيس دبليو. ويبر
- بويا مكروبودا إل بي سميث
- بويا مكرورا ميز
- بويا ماكولاتا إل بي سميث
- بويا مارياي إل بي سميث
- بويا ميديكا إل بي سميث
- بويا ممبرانسيا إل بي سميث
- بويا ميزيانا ويتماك
- بويا ميكرنثا ميز
- بويا ميما إل بي سميث وآر دبليو ريد
- بويا منيما إل بي سميث
- بويا ميرابيليس إل بي سميث
- بويا ميتيسي ميز
- بويا موليس باكر
- بويا مكروناتا مانزاناريس
- بويا نانا ويتماك
- بويا نافاروانا منزاناريس ودبليو. تيل
- بويا نجريسينس إل بي سميث
- بويا نتيدا ميز
  - فار. جلبريور إل بي سميث وآر دبليو ريد
- بويا نيفاليس باكر
- بويا نيوتانس إل بي سميث
- بويا أبكونيكا إل بي سميث
- بويا أوكسيدينتاليس إل بي سميث
- بويا أوكرليوكا بيوتنكور وكاليجاس
- بويا أليفاسيا ويتماك
- بويا أوكسيانثا ميز
- بويا باشيفيلا آر فازكويز وإبيستش
- بويا بارفيفلورا إل بي سميث
- بويا باتيرسونياي منزاناريس ودبليو. تيل
- بويا بوبيرا ميز
- بويا بيارسي (باكر) ميز
- بويا بندوليفلورا إل بي سميث
- بويا × بيشنشاي ميز وسوديرو
- بويا بيتكايرنيويديس إل بي سميث
- بويا بيتزروانا آر فازكويز، إبيستش وستيفن بيك
- بويا بوندروسا إل بي سميث
- بويا بوتوسينا إل بي سميث
- بويا براتينسيس إل بي سميث
- بويا إنتري-بروساناي إيبتش وإي. جروس
- يويا بيسودريجيوديس إتش. لوثر
- بويا بيجمايا إل بي سميث
- بويا بيراميداتا (رويز وبافون) شلتيس إف.
- بويا كويلوتانا دبليو ويبر
- بويا رايموندي هارمس
- بويا راموني إل بي سميث
- بويا راموسا إل بي سميث
- بويا روهي إل بي سميث
- بويا ريدوكتا إل بي سميث
- بويا ريفلكسيفلورا ميز
- بويا ريترورزا جيلمارتن
- بويا ريباريا إل بي سميث
- يويا روبن فوستري إتش. لوثر
- بويا روزليإي مورين
- بويا رولداني بيتنكور وكاليجاس
- بويا روزيانا إل بي سميث
- بويا روزبي (باكر) ميز
- بويا ساجستجوي إل بي سميث
- بويا سنكتاي-كروكيس (باكر) إل بي سميث
- بويا سنكتاي-مرتاي (باكر) إل بي سميث
- بويا سنتنديرنسيس كوتريكاساس
- بويا سانتوسي كوتريكاساس
  - فار. فرنديس كوتريكاساس
- بويا سيكوندا إل بي سميث
- بويا سييونكاسينسيس آر فازكويز، إبيستش وآر لارا
- بويا سيلفا باكاي إل بي سميث وآر دبليو ريد
- بويا سيميولانس إل بي سميث
- بويا سميثي كستيلانوس
- بويا سوديروانا ميز
- بويا سولوموني جي إس فرادراجان
- بويا سباثسيا (جريسيباش) ميز
- بويا ستينوثيرسا (باكر) ميز
- بويا ستيبيتاتا إل بي سميث
- بويا ستروبيلنثا ميز
- بويا تيكستوأجريكولاي دبليو ويبر
- بويا توماسيانا أندريه
- بويا تيلي مانزاناريس
- بويا توفاريانا إل بي سميث
- بويا ترياناي باكر
  - فار. أمبليور إل بي سميث وآر دبليو ريد
- بويا ترستيس إل بي سميث
- بويا ترولي إل بي سميث
- بويا تيوبروزا ميز
- بويا تورانسيس ميز
- بويا أوجنتيانا إل بي سميث
- بويا ألتيما إل بي سميث
- بويا فاليدا إل بي سميث
- بويا فارجسيانا إل بي سميث
- بويا فازكويزي إيبستش وإي. جروس
- بويا فينزويلانا إل بي سميث
- بويا فينوستا فيليبي
- بويا فستيتا أندريه
- بويا فولكانينسيس كاستيلون
- بويا وبربويري ميز
- بويا ويبريانا إي مورن إكس ميز
- بويا ويديليانا (باكر) ميز
- بويا ورنيريانا إل بي سميث وآر دبليو ريد
- بويا وستي إل بي سميث
- بويا رجتي إل بي سميث
- بويا ورداكي إل بي سميث
- بويا ياكيسبالا كستيلانوس

## الزراعة والاستعمال
بعض أجناس البويا في تشيلي تعرف محليًا باسم شاجول، وتستخدم في عمل السلطة بواسطة الأجزاء السفلية لأوراقها الناشئة حديثًا. الجنس العام بويا تشيلنسيس.

## روابط خارجية
- Puya raimondii photos
- Pictures of Puya chilensis
- Puya berteroniana
- Puya coerulea
- and Puya venusta growing in Chile.
- BSI Genera Gallery photos